# Op Ed
Op Ed (Eigenschreibweise OP•Ed) ist ein Jazzalbum von Mario Pavone und Michael Musillami. Die 19. Februar 2001 im Northern Track Studio entstandenen Aufnahmen erschienen 2001 auf Playscape Recordings.

## Hintergrund
Op Ed war nach Motion Poetry (2000) das zweite Album, das aus der Zusammenarbeit des Gitarristen Michael Musillami mit dem Bassisten Mario Pavone hervorging; ihre musikalischen Partner bei der Aufnahme waren Peter Madsen (Piano) und Michael Sarin am Schlagzeug.

## Titelliste
- Mario Pavone / Michael Musillami – Op Ed (Playscape Recordings – PSR#J021901)[1]
  1. Op.Ed (Pavone, Musillami) 5:40
  2. Bass Song (Pavone) 4:34
  3. 7 Blend (Musillami) 5:46
  4. Toulon (Pavone, Marty Ehrlich) 6:12
  5. Swingthing (Musillami) 4:00
  6. Today the Angels (Musillami) 4:46
  7. Shorty (Musillami) 5:16
  8. Pearl Talk (Pavone) 4:14

## Rezeption
David R. Adler verlieh dem Album in AllMusic vier Sterne und schrieb, das Album sei eine weitere solide Leistung des Ensembles Motion Poetry; Madsens Spiel sei charakteristisch atemberaubend und Musillamis Ton ein bisschen wärmer als gewöhnlich. Der Gitarrist habe in der Tat noch nie besser geklungen; sein Solo auf dem Funk-inspirierten Shorty dürfe man sich nicht entgehen lassen. Weitere Höhepunkte sind nach Ansicht des Autors die Rubato-Lyrik von Today the Angels, der rasante Kontrapunkt von Bass Song und das sich verschiebende Metrum des Titelstücks. Wenn überhaupt, sei diese zweite Unternehmung des Quartetts noch fokussierter und lohnender als das Debütalbum (2000). Ihr nervöses, rhythmisch aufgeladene Repertoire lasse sich weiterhin nicht leicht kategorisieren; doch auf dem Gebiet der modernen kreativen Musik hätten sie nur wenige Gleichgesinnte.
Richard Cook und Brian Morton zeichneten das Album mit drei Sternen aus und schrieben in der achten Auflage des Penguin Guide to Jazz, Op Ed sei fast dasselbe wie das Vorgängeralbum, auch wenn dies eine bequemes Ausruhen auf Lorbeeren bedeuten könnte, als wenn es sich um ein kantigeres Album gehandelt hätte als sein Vorgänger. Bass Song tauche wieder auf und Musiliamis Today the Angels ruft einen Teil des Endes von Motion Peotry in Erinnerung, mache dies aber durch seine reine Musikalität wieder wett.